# Universíada de Verão de 2001
A XXI Universíada de Verão foi realizada em Pequim, China entre 22 de agosto e 1 de setembro de 2001. A cerimônia de abertura foi realizada no Estádio dos Trabalhadores.

## Processo de seleção
Pequim ganhou o direito de sediar a XX Universíada durante a reunião do Comitê Executivo da Federação Internacional do Esporte Universitário (FISU) realizada em Bratislava, Eslováquia, em 29 de novembro de 1998. As outras candidatas foram:
- Belgrado, República Federal da Iugoslávia, sucessivamente eleita para a XXV Universíada
- Kaohsiung, República da China

## Medalhas
O Quadro de medalhas é uma lista que classifica as Federações Nacionais de Esportes Universitários (NUSF) de acordo com o número de medalhas conquistadas. O país em destaque é o anfitrião.
| Ordem                                                 | País               | Medalha de ouro | Medalha de prata | Medalha de bronze |     |  |
| ----------------------------------------------------- | ------------------ | --------------- | ---------------- | ----------------- | --- |  |
| 1                                                     | CHN China          | 54              | 25               | 24                | 103 |  |
| 2                                                     | USA Estados Unidos | 21              | 13               | 13                | 47  |  |
| 3                                                     | JPN Japão          | 15              | 15               | 22                | 52  |  |
| 4                                                     | UKR Ucrânia        | 14              | 14               | 7                 | 35  |  |
| 5                                                     | RUS Rússia         | 12              | 18               | 20                | 52  |  |
| 6                                                     | ITA Itália         | 8               | 8                | 6                 | 22  |  |
| 7                                                     | CUB Cuba           | 6               | 4                | 2                 | 12  |  |
| 8                                                     | FRA França         | 5               | 2                | 15                | 22  |  |
| 9                                                     | GBR Grã-Bretanha   | 4               | 2                | 4                 | 10  |  |
| 10                                                    | KOR Coreia do Sul  | 3               | 10               | 14                | 27  |  |
|                                                       |                    |                 |                  |                   |     |  |
| 14                                                    | BRA Brasil         | 2               | 3                | 2                 | 7   |  |
|                                                       |                    |                 |                  |                   |     |  |
| 32                                                    | POR Portugal       |                 | 2                |                   | 2   |  |
| Os demais países lusófonos não conquistaram medalhas. |                    |                 |                  |                   |     |  |

## Modalidades
Essas foram as modalidades disputadas. Os números entre parênteses representam o número de eventos de cada modalidade:

### Obrigatórias
As modalidades obrigatórias (oito esportes) são determinadas pela Federação Internacional do Esporte Universitário (FISU) e, salvo alteração feita na Assembléia Geral da FISU, valem para todas as Universíadas de Verão. A ginástica rítmica passou a ser obrigatória nesta edição.
| - Atletismo (45) - Basquetebol (2) - Esgrima (12) - Futebol (2) | - Ginástica artística (14) - Ginástica rítmica (8) - Natação (40) - Polo aquático (1) | - Saltos ornamentais (12) - Tênis (5) - Voleibol (2) |

### Opcionais
As modalidades opcionais são determinadas pela Federação Nacional de Esportes Universitários (National University Sports Federation - NUSF) do país organizador.
- Judô (18)
- Tênis de mesa (7)